# Paul Thomas Anderson
Paul Thomas Anderson (Studio City, Los Angeles, 26 de junho de 1970) é um cineasta norte-americano nomeado onze vezes ao Oscar, sendo três vezes ao Oscar de melhor roteiro original por Boogie Nights, Magnólia e Licorice Pizza.

## Biografia
Paul nasceu em 26 de junho de 1970, em Studio City, Califórnia, e cresceu no vale de São Fernando. Seu pai, Ernie Anderson, foi um conhecido narrador (America’s Funniest Home Vídeos, The Love Boat, etc) e criou o famoso Ghoulardi (que Paul utiliza como o nome de sua produtora há vários anos) que foi um programa de filmes B de horror apresentado por ele no início dos anos 60, e que rapidamente virou um grande cult na região de Cleveland. Paul possui também dois irmãos e quatro irmãs.
Muito pouco se sabe sobre sua infância, mas foi registrada que a escola nunca apelou para Paul e ele teve que deixar a Buckley School na sexta série, devido à brigas e notas baixas. Após o Montclair College Prep. High School, ele ficou dois semestres como aluno principal na Emerson, antes de abandoná-la. Depois se matriculou na New York Film School, mas só assistiu aula por dois dias. Paul sempre quis ser um cineasta e assistir filmes era toda a educação de que precisava.
Paul desenvolveu sua paixão por filmes ainda criança e começou sua carreira como um assistente de produção em vários filmes televisivos (Sworm to Vengeance), vídeos e game shows ("The Quiz Kids Challenge") em Los Angeles e Nova York.
Depois de trabalhar em cargos semelhantes para vários filmes independentes de baixo orçamento, Anderson escreveu o script para um pequeno filme intitulado "Cigarettes and Coffee", e comprou uma câmera para filmar o curta-metragem. Cigarettes and Coffee foi premiado no Festival de Sundance de 1993 no Short Programs II. Através deste curta, foi habilitado para desenvolver um filme no Sundance Institutes Filmmaker’s Workshops.
O resultado foi "Hard Eight", estrelando Philip Baker Hall, John C. Reilly, Gwyneth Paltrow, Philip Seymour Hoffman e Samuel L. Jackson. O filme foi exibido no Sundance Filme Festival e no Cannes Film Festival, ambos no ano de 1996. A obra foi aclamada pelas suas performances complexas e pelo fascinante estudo da psicologia humana. Um crítico declarou Paul Thomas Anderson como sendo "o mais promissor diretor de 1997".
O segundo filme de Anderson, "Boogie Nights", cumpriu a promessa, colhendo aclamadas críticas e três indicações ao Óscar™. Estrelando um elenco que inclui Mark Wahlberg, Burt Reynolds, Julianne Moore, Heather Graham, John C. Reilly, Don Cheadle e Philip Seymour Hoffman, o filme ilustrou a história de uma extensa família de diretores, atores, produtores e técnicos do cinema pornô, lutando para revolucionar a indústria do entretenimento adulto. O filme também recebeu da Boston Society of Film Critics um prêmio para "Melhor Diretor Revelação", e Anderson ganhou da Pen Center USA West Literary uma premiação para "Melhor Roteiro".
Utilizando o sucesso de Boogie Nights, Paul retornou no inverno de 1999 com "Magnólia", um filme com uma trama produzida e dirigida em segredo.
A obra possui a maioria do elenco de Boogie Nights, com uma principal inclusão: Tom Cruise. O filme recebeu tremendas críticas elogiando-o e colocando-o no topo das listas dos Dez Melhores de vários críticos. Foi vencedor do prestigiado Urso de Ouro do Festival de Filmes de Berlim. Também recebeu três indicações ao Oscar™ nas categorias de "Melhor Roteiro Original", "Melhor Ator Coadjuvante" (Tom Cruise) e "Melhor Canção Original" (Save Me, de Aimee Mann).
Depois de aproximadamente três anos, o quarto filme de Paul, "Punch-Drunk Love", estreou no Festival de Filmes de Cannes onde Paul Thomas Anderson foi premiado "Melhor Diretor". É estrelado por Adam Sandler, Emily Watson, Philip Seymour Hoffman, Mary Lynn Rajskub e Luis Guzmán. Foi exibido pela primeira vez nos Estados Unidos em 11 de outubro de 2002. Enquanto colhia aclamadas críticas tanto para Anderson como para o astro Adam Sandler, o filme foi um retumbante fracasso nas bilheterias comerciais.
Paul ficou o verão de 2005 auxiliando na direção e atuando na produção executiva do que seria o último filme de Robert Altman, "A Prairie Home Companion", que foi candidato a abrir o SXSW Film Festival de 2006. Também se anunciou nesta época que Paul e sua namorada, Maya Rudolph, tiveram seu primeiro filho, que recebeu o nome de Pearl Bailey.
No início de 2006, notícias do próximo filme de Anderson, "There Will Be Blood", foram matérias principais em todas as revistas e websites norte-americanos sobre o tema. O roteiro de Paul utiliza aspectos do livro de Upton Sinclair, "Oil!", para expor o lado obscuro dos negócios da exploração e perfuração petrolífera no sul do Estado da Califórnia, quando este começa a ter um valor equivalente ao mercado do ouro. Daniel Day-Lewis irá interpreta um garimpeiro que compra os direitos do óleo proveniente do rancho de uma família, travando uma dura batalha pelo poder e domínio da renda decorrente do comércio do petróleo. A história converte-se então numa alegoria sobre ambição e fé, representada pelo garimpeiro que realiza o sonho americano e é conseqüentemente destruído por ele.
As filmagens do filme começaram no Texas e Novo México em maio de 2006. Paul foi para a Europa em férias de duas semanas, em virtude da pós-produção da película, que começou no meio de setembro do mesmo ano. Quando o filme foi lançado, não foi um sucesso nas bilheterias, mas as críticas foram extremamente positivas, trazendo oito indicação do Óscar, inclusive de melhor diretor e melhor roteiro adaptado, ganhando o de Melhor Ator para Daniel Day-Lewis. O filme é considerado um dos melhores da década de 2000. A Revista Rolling Stone declarou "There Will Be Blood" o melhor filme da década.
Anos depois, em 2012, Paul voltou para as telonas com "The Master" (br :O Mestre), que estrelou Joaquin Phoenix, Amy Adams e Philip Seymour Hoffman, recebendo três indicações para o Óscar para os três atores.
Em 2014, Thomas estreou o filme "Vício Inerente", mais uma vez ao lado de Phoenix, dando a ele mais uma indicação ao Óscar, na categoria de melhor roteiro.

## Estilo de filmagem, temas e marcas registradas
Anderson é conhecido por colocar em seus filmes um grande elenco, adotar um estilo de filmagem independente e entrelaçar várias histórias numa mesma trama, como é o caso de Boogie Nights (1997) e Magnolia (1999).
Anderson é um membro da primeira geração do chamado grupo "Cineastas do VCR", onde junto com diretores como Quentin Tarantino e Kevin Smith, aprendeu o ofício da direção não em escolas de cinema, mas sim vendo inúmeros filmes em vídeo, adquirindo desta forma um vasto conhecimento da cultura e da técnica cinematográficas.
Os filmes de Anderson frequentemente lidam com o significado das relações familiares, particularmente dos pais e seus filhos. Temas envolvendo o destino divino, a enigmática natureza do amor e o papel da mídia contemporânea também são explorados. Anderson interpreta as interconexões entre seus personagens como resultado das inconstantes circunstâncias que afetam suas frágeis vidas. As marcas registradas de Anderson, em termos estéticos, incluem a realização de longos takes através de travellings de steadicam, todos com difícil execução logística (como a cena de abertura de Boogie Nights, introduzindo um plano único que dura mais de três minutos na tela), e sequências freqüentemente acompanhadas de um bombástico e constante uso do som e da música.

## Parcerias fílmicas
Além dos filmes, Anderson também já dirigiu vários videoclipes, incluindo algumas obras da cantora Fiona Apple. Anderson também foi uma espécie de diretor substituto para o filme A Prairie Home Companion (A Última Noite, título no Brasil), de Robert Altman, possivelmente com a finalidade de fornecer uma garantia para a conclusão da obra, em virtude de Altman já ter 80 anos à época de realização do filme. Sua participação não foi formalmente creditada na película.

## Vida pessoal
Anderson e a cantora Fiona Apple tiveram um relacionamento por vários anos; ela apareceu com ele making-of que fala sobre o diário da produção, no DVD do filme Magnólia. Anderson está atualmente envolvido em um relacionamento com a integrante do Saturday Night Live, Maya Rudolph. O casal tem 4 filhos:
- Pearl Bailey Anderson - nascida no dia 15 de outubro de 2005
- Lucille Anderson - nascida em 6 de novembro de 2009[1]
- Jack Anderson - nascido no dia 03 de Julho de 2011
- Minnie Ida Anderson nascida no dia 1 de Agosto de 2013.